# وانگ یی
وانگ یی (زادهٔ ۱۹ اکتبر ۱۹۵۳ در پکن) سیاست‌مدار چینی و وزیر امور خارجه این کشور است که به عنوان اداره کننده دفتر کمیسیون امور خارجه حزب کمونیست چین عالی‌رتبه‌ترین دیپلمات چین است. او عضو پلیتبوروی حزب کمونیست چین است. او بین سال‌های ۲۰۱۳ تا ۲۰۲۲ وزیر امور خارجه چین بود و از ۲۵ ژوئیه ۲۰۲۳ نیز دوباره به این سمت منصوب شد. وی در گذشته سفیر چین در ژاپن و معاون وزارت امور خارجه چین نیز بوده‌است.